# Paysage minier des Cornouailles et de l'ouest du Devon
Le paysage minier des Cornouailles et de l’ouest du Devon est un site inscrit au patrimoine mondial. Il est situé comme son nom l'indique en Cornouailles et dans l’ouest du Devon, régions du sud-ouest du Royaume-Uni. Ce site a été ajouté en juillet 2006 à la liste du patrimoine mondial durant la 30e session du comité du patrimoine mondial.